# Zagórzyce Dworskie
Zagórzyce Dworskie – wieś w Polsce położona w województwie małopolskim, w powiecie krakowskim, w gminie Michałowice.
W latach 1975–1998 miejscowość administracyjnie należała do województwa krakowskiego.
Integralne części miejscowości: Słowik, Szpilka.

## Zabytki
- Ogród dworski – został wpisany do rejestru zabytków nieruchomych województwa małopolskiego[4].